# Parapercicola
Parapercicola is een geslacht van eenoogkreeftjes uit de familie van de Chondracanthidae. De wetenschappelijke naam van het geslacht is voor het eerst geldig gepubliceerd in 2011 door Ho, Liu & Lin.

## Soorten
- Parapercicola formosana Ho, Liu & Lin, 2011
- Parapercicola inflata Ho, Liu & Lin, 2013